# Центральный парк (Новосибирск)
Центральный парк— крупный парк в центре Новосибирска и самый старый парк города. Площадь парка — 10,5 га. Расположен вблизи станции метро «Площадь Ленина» между улицами Фрунзе, Мичурина, Ядринцевской, Каменской.

## История
Парк был основан в 1925 году на месте Воскресенского кладбища. Поэтому первым названием стало сад «Кладбищенский». Вскоре он был переименован в «Центральный», а в 1930-х годах — в сад Сталина. 
В 1952 году на территории парка открылся планетарий, а в 1959 году —
Новосибирский театр музыкальной комедии.
30 октября 1961 года имя Сталина было убрано и парк стал называться «Парк культуры и отдыха».

## Аттракционы
Первые аттракционы появились в парке в 1944 году. С тех пор они несколько раз обновлялись. На 2017 год на территории парка находится 9 детских, 19 семейных, 4 экстремальных  аттракциона и 3 летних кафе. Проверка безопасности аттракционов проводится в Новосибирске с мая по октябрь, в ходе неё выдается разрешение на эксплуатацию, действительное в течение календарного года. Проверку проводит межведомственная комиссия мэрии. Также ежегодно в конце мая создается межведомственная комиссия, включающая представителей Роспотребнадзора, Ростехнадзора, ГО и ЧС Новосибирской области. На территории парка расположены 2 культурных учреждения : "Новосибирский театр музыкальной комедии" и  психологический театр "La Pushkin", 1 спортивно-тактический клуб: "СТК54". Работает  спортивная лазертаг секция. В зимнее время работает открытый каток.

## Памятные доски
На здании администрации парка установлена мемориальная доска в честь композитора-песенника Николая Кудрина.